# Kol ghuva
Kol ghuva é uma espécie de dinossauro terópode da família Alvarezsauridae, do período Cretáceo Superior, encontrada na Formação Djadochta, Mongólia. É a única espécie descrita para o gênero Kol.